# ジミー・ゴールデン
ジミー・ゴールデン（James "Jimmy" Golden、1950年8月1日 - ）は、アメリカ合衆国の元プロレスラー。テネシー州バックスノート出身。
アラバマ州モンゴメリーのプロモーターだったビリー・ゴールデンの息子で、ロン・フラーとロバート・フラーの従兄弟にあたる。1990年代中盤のWCWにおけるレッドネック系ギミックのヒール、バンクハウス・バック（Bunkhouse Buck）としての活動も知られる。

## 来歴
1960年代末にデビュー後、NWAのローカル・テリトリーだったメキシコ湾岸のガルフ・コースト地区およびテネシーのミッドアメリカ地区を拠点に、ベビーフェイスのポジションで活動。1971年3月にはミッドアメリカ版のNWA世界タッグ王座を奪取、11月にはジム・ゴールデン（Jim Golden）の名義で日本プロレスに初来日。その長身を買われ、12月1日の愛知県体育館大会ではジャイアント馬場とシングルマッチで対戦した。
1972年9月19日にはフロリダにて従兄弟のロン・フラーと組み、ディック・マードック&ポール・ジョーンズを下してNWAフロリダ・タッグ王座を獲得。同年はオーストラリアにも遠征、12月2日に行われたトーナメントの決勝にて、デニス・マッコードと組んでブルート・バーナード&ボビー・ハートを破り、NWA豪亜タッグ王座の初代チャンピオン・チームとなった。フロリダでは1973年に、グレート・メフィストやヒール時代のダスティ・ローデスとも抗争している。
1975年より、ロン・フラーが主宰者となったサウスイースタン・チャンピオンシップ・レスリングを主戦場に、リッキー・ギブソンやロバート・フラーとのタッグチームなどで活躍。ボブ・ループともタッグを組み、1978年8月にデニス・コンドリー&フィル・ヒッカーソンとNWAサウスイースタン・タッグ王座を争っている。シングルのフラッグシップ・タイトルだったNWAサウスイースタン・ヘビー級王座には、1977年2月から1985年6月にかけて、モンゴリアン・ストンパー、ジョー・ルダック、ボブ・アームストロング、ミスター・オリンピア、オースチン・アイドルらを抗争相手に、通算8回に渡って戴冠した。
その間の1984年には、4月15日にフロリダ州ペンサコーラ、翌16日にアラバマ州バーミングハムにて、リック・フレアーが保持していたNWA世界ヘビー級王座に連続挑戦。同年末よりヒールに転向し、1985年に同じくヒールターンしたフラー兄弟と共に、スタッド・ステイブル（The Stud Stable）なるユニットを結成。ボブ、ブラッド、スティーブのアームストロング・ファミリーやトミー・リッチと抗争を繰り広げた。
他団体でもロバート・フラーとのコンビでの活動を続け、古巣であるテネシー州メンフィスのCWAでは1988年10月23日にカクタス・ジャック&ゲーリー・ヤングからCWAタッグ王座を、テキサス州ダラスのWCCWでは1989年2月17日にケビン&ケリー・フォン・エリックからWCWA世界タッグ王座をそれぞれ奪取している。1990年代前半はジム・コルネットが主宰していたスモーキー・マウンテン・レスリングにてロックンロール・エクスプレスと抗争を展開した。
1994年、バンクハウス・バック（Bunkhouse Buck）と名乗り、レッドネックの肉体労働者をイメージしたヒールとなってWCWに参戦。カーネル・ロバート・パーカーと改名したロバート・フラーをマネージャーに、テリー・ファンクやアーン・アンダーソン、"スタニング" スティーブ・オースチンらと共闘する。1995年からはディック・スレーターと組んでタッグマッチ戦線へ本格参入、ハーレム・ヒート、ナスティ・ボーイズ、ブルー・ブラッズ（ロード・スティーブン・リーガル&アール・ロバート・イートン）などのチームと抗争し、7月22日にはハーレム・ヒートからWCW世界タッグ王座を奪取した。同年8月8日のTVテーピングでは、スティングが保持していたUSヘビー級王座にも挑戦している。
1997年にWCWを離脱してセミリタイアし、その後はIWAミッドサウスやハートランド・レスリング・アソシエーションなどのインディー団体に出場。2005年は、かつての主戦場だったアラバマのNWAレッスル・バーミングハムにおいて、20年前のスタッド・ステイブル対アームストロング・ファミリーの抗争劇を再現した。
2010年7月16日、ジャック・スワガーの「父親」ジャック・スワガー・シニア（Jack Swagger Sr.）としてWWEのスマックダウンに登場。ジ・アンダーテイカー襲撃の容疑をかけられたスワガーのアリバイの証人となったが、乱入したケインのチョークスラムとツームストーン・パイルドライバーでリングに沈められた。その後、9月3日のスマックダウンにも車椅子に乗って再登場し、スワガーがホストを務めたVIPラウンジに出演したが、ここでもMVPのボーリン・エルボーの餌食となった。
以降、2010年代もバンクハウス・バックのギミックで地元テネシーのインディー団体に時折出場している。

## 得意技
- パイルドライバー
- エルボー・ドロップ
- リバース・ハーフ・ボストンクラブ
- ノックアウト・パンチ

## 獲得タイトル
NWAミッドアメリカ / コンチネンタル・レスリング・アソシエーション
- NWA世界タッグ王座（ミッドアメリカ版）：2回（w / デニス・ホール）[3]
- NWA南部タッグ王座（ミッドアメリカ版）：2回（w / トージョー・ヤマモト）[19]
- NWAテネシー・タッグ王座：1回（w / リッキー・ギブソン）[20]
- CWAタッグ王座：2回（w / ロバート・フラー）[12]

チャンピオンシップ・レスリング・フロム・フロリダ
- NWAフロリダ・タッグ王座：1回（w / ロン・フラー）[5]

ワールド・チャンピオンシップ・レスリング（オーストラリア）
- NWA豪亜タッグ王座：1回（w / デニス・マッコード）[6]

ジョージア・チャンピオンシップ・レスリング
- NWAメイコン・タッグ王座：1回（w / ロバート・フラー）[21]

サウスイースタン・チャンピオンシップ・レスリング / コンチネンタル・レスリング・フェデレーション
- NWAアラバマ・ヘビー級王座：2回[22]
- NWAサウスイースタン・ヘビー級王座：8回[9]
- NWAサウスイースタン・タッグ王座：14回（w / リッキー・ギブソン×2、ロバート・フラー×7、ボブ・ループ、リップ・スミス、ノーベル・オースチン、ランディ・ローズ、モンゴリアン・ストンパー）[8]
- NWAコンチネンタル・タッグ王座：2回（w / ロバート・フラー）[23]
- CWFタッグ王座：2回（w / モンゴリアン・ストンパー、ブライアン・リー）[24]

ワールド・クラス・チャンピオンシップ・レスリング
- WCWA世界タッグ王座：1回（w / ロバート・フラー）[13]

ワールド・チャンピオンシップ・レスリング
- WCW世界タッグ王座：1回（w / ディック・スレーター）[16]